# 1060
1060 (MLX) je bilo prestopno leto, ki se je po julijanskem koledarju začelo na soboto.

## Dogodki
- maj - Normanski vojvoda Robert Guiscard Bizantincem odvzame Taranto.
- 23. maj - Filip I. je, star 7 let, kronan za francoskega (so)kralja.
- oktober - V protiofenzivi bizantinska vojska odvzame Normanom Taranto.
- 6. december - Kraljevina Ogrska: po smrti madžarskega kralja Andreja I. postane kralj Béla I.. Andrej, ki je dolgo bil brez moškega potomca in je krono obljubil Beli, se je poskušal zavarovati s kronanjem svojega mladoletnega sina Solomona za kralja, vendar tega ni znal zavarovati. Bela je ob pomoči poljskega vojvode Boleslava II. vdrl na Ogrsko in ga premagal v bitki pri prelazu Devin (nem. Theben) blizu današnje Bratislave. Andrej je ob begu padel s konja in nekaj dni kasneje umrl.
- Umrlega švedskega kralja Emunda Starega nasledi njegov pastorek Stenkil.
- Spopad med genovsko in pisansko mornarico, zmaga slednja.
- Voditelj Seldžukov Torgulu Begu zatre upor v Bagdadu, ki se je začel dve leti prej, ko so se upornemu delu vojske, ki jo je vodil Torgulov polbrat Ibrahim Jinal pridružili že prej poraženi Bujidi, situacijo pa so v svoj prid izkoristili egipčanski Fatimidi, ki so zasedli Bagdad. Po dveh letih Togrul Beg izžene Fatimide in lastoročno umori upornega polbrata. Po zavzetju Bagdada se, da bi okrepil legitimnost svoje oblasti, poroči s hčerko abasidskega kalifa.
- Dinsatija Song: dokončana, izpopolnjena in cesarju predstavljena je zbirka del o zgodovini dinastije Tang (pin.: Ouyang Xiu), projekt, ki ga je vodil državnik in učenjak Ouyang Xiu.
- Papež Nikolaj II. pošlje v Milano, ki je bilo središče reformističnega patarenskega gibanja, odposlanca Petra Damianija in Anselma da Baggia. Patareni, ki so večinoma izhajali iz sloja meščanskih obrtnikov, so močno nasprotovali praksi simnonije in konkubinata med duhovniki in se zavzemali za radikalno izvedbo clunyjskih reform.
- Anzelm Iz Aoste se kot novic pridruži benediktancem v samostanu Bec v Normandiji.
- Splitski cerkveni zbor: hrvaški kralj Peter Krešimir IV. prepove rabo slovanskega bogoslužja in duhovniških porok.

## Rojstva
- 9. februar - papež Honorij II. († 1130)

Neznan datum
- Ava, nemška pesnica, pisateljica († 1127)
- Balduin II., jeruzalemski kralj († 1131)
- Brahmadeva, indijski matematik († 1130)
- Břetislav II., češki vojvoda († 1100)
- Duncan II., škotski kralj († 1094)
- Erik I., danski kralj († 1103)
- Evstacij III., grof Boulogneja, križar († 1125)
- Godfrej Bouillonski, jeruzalemski kralj († 1100)
- Godfrej I. Louvainski, grof Louvaina,  vojvoda Spodnje Lorene, et. al. († 1139)
- Konstantios Dukas, bizantinski socesar († 1081)
- Rogerij Borsa, apulijski vojvoda († 1111)

## Smrti
- 4. avgust - Henrik I., francoski kralj (* 1008)

Neznan datum
- Ahimaaz ben Paltiel, italijanski judovski kronist, pesnik (* 1017)
- Andrej I., ogrski kralj (* 1013)
- Al-Basasiri, bujidski general, voditelj upora proti Seldžukom
- Emund Stari, švedski kralj
- Grouch, žena škotskega kralja Macbetha (* 1007)
- Hugo V. Lusignanski, francoski baron
- Ibrahim Jinal, seldžuški vojskovodja
- Mei Yaochen, kitajski pesnik (* 1002)
- Oton I., savojski grof (* 1010)